# Palmiro Togliatti
Pour les articles homonymes, voir Togliatti.
Palmiro Michele Nicola Togliatti, né le 26 mars 1893 à Gênes et mort le 21 août 1964 à Yalta, en URSS, est un homme politique italien.
Il fut l'un des fondateurs du Parti communiste italien, qu'il dirigea comme secrétaire général de 1927 à 1934, puis de 1938 jusqu'à son décès. Il a été ministre sans portefeuille dans le 2e gouvernement de Pietro Badoglio (22 avril 1944 - 8 juin 1944), puis ministre de la Justice dans le gouvernement de Ferruccio Parri (21 juin 1945 - 8 décembre 1945) et dans le 1er gouvernement d'Alcide De Gasperi (10 décembre 1945 - 1er juillet 1946).
Il a été le compagnon de la femme politique communiste Nilde Iotti.

## Biographie

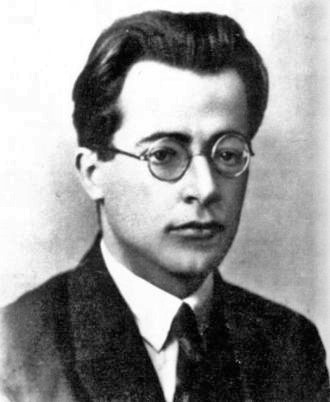
Togliatti (vers 1920)

### Jeunesse
Palmiro Togliatti naquit dans une famille d'origine piémontaise. Son père, Antonio, ayant renoncé à une carrière ecclésiastique, étudia le droit. Il fut d'abord précepteur avant d'occuper le poste de comptable dans l'administration des Pensionnats nationaux du Royaume et épousa Teresa Viale, une institutrice turinoise. Le couple dut fréquemment voyager à cause des exigences du métier d'Antonio, et Teresa cessa alors de travailler pour se consacrer pleinement à son rôle d'épouse. Ils eurent quatre enfants : Eugenio (1890), Maria Cristina (1892), Palmiro (1893) et Enrico (1900). Eugenio deviendra par la suite un brillant mathématicien donnant son nom à la surface complexe du même nom.
Palmiro fut ainsi dénommé car il naquit le dimanche des Rameaux qui, en italien, se dit Domenica delle Palme. Ses parents étaient croyants et, bien qu'allant à la messe chaque dimanche, Palmiro ne se sentit jamais contraint par la foi familiale. En 1897, il fréquenta avec sa sœur l'école élémentaire de Novare, où sa famille s'était alors installée. Il poursuit ses études à Turin et obtient son brevet des collèges à Sondrio en 1902. Il étudie au lycée classique Azuni, à Sassari où il obtient avec sa sœur un certificat d'honneur qui le dispense de passer l'examen final.
En 1911, son père décède d'un cancer, ce qui entraîne des difficultés économiques pour cette modeste famille. Teresa se mit à la couture tandis qu'Eugenio, toujours étudiant, donnait des cours à ses cadets pour qu'ils réussissent le concours d'entrée à l'université de Turin. Ce à quoi ils parvinrent : Palmiro se plaça en deuxième place et Maria Cristina fut onzième, tandis qu'en neuvième position se trouvait un jeune Sarde, Antonio Gramsci, futur camarade politique de Palmiro. Ce dernier et Maria Cristina optèrent pour les lettres alors que Palmiro dut renoncer à la philosophie pour être contraint de suivre des études de droit.
Son parcours intellectuel reste assez flou : il semble influencé par Benedetto Croce, Giuseppe Prezzolini, Gaetano Salvemini ou encore Romain Rolland. Il adhère à la pensée communiste à travers les écrits d'Antonio Labriola. Son amitié avec Gramsci, les réalités sociales de l'époque ou les mouvements ouvriers renforcent ses opinions. Il s'inscrit au Parti socialiste en 1914, bien que n'étant pas un militant dans ses premières années.

### Première guerre mondiale
Lorsque la guerre éclate, il se montre favorable à l'adhésion de l'Italie à la Triple-Entente.
Il achève de brillantes études en obtenant sa maîtrise en 1915 avec sa thèse Le régime douanier des colonies en collaboration avec Luigi Einaudi. Il voulut alors s'inscrire aux études de lettres et de philosophie comme il l'avait auparavant envisagé, mais la guerre et l'activité politique l'en empêchèrent. Réformé pour cause de myopie, il s'enrôla dans la Croix-Rouge. Mais les besoins d'accroître les troupes au combat conduisirent l'État à élargir ses critères d'admissibilité, et Palmiro fut engagé en 1916. Il rejoignit le 54e régiment d'infanterie puis, à sa demande, le 2e régiment alpin. En 1917, il participe au concours d'élèves officiers de Caserte où il réussit les examens mais ne reçoit pas son titre à cause d'une grave pleurésie survenue entre-temps. Il est chargé des soins jusqu'en décembre 1918, date à laquelle il est congédié.

### Dirigeant communiste

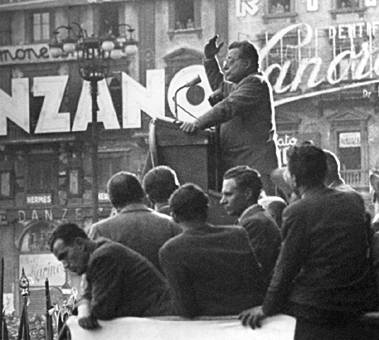
Palmiro Togliatti dans les années 1950.

Il est rédacteur aux côtés d'Antonio Gramsci du journal L'Ordine Nuovo dans les années 1920. En 1921, Togliatti, qui était socialiste, est un des membres fondateurs du Parti communiste italien. Il dirige l'Internationale communiste à partir de 1924 et se fait l'interprète fidèle des directives de Moscou. Lié d'abord à Boukharine, il se rallie ensuite à Staline. De par sa capacité de médiateur, il reçut le surnom de « juriste du Komintern » par Trotsky. Il fut parmi les représentants les plus fidèles et présents au sein de l'organisation. Il devient secrétaire général du PCI en 1931.
Il écrit des textes de propagande sous le nom de plume d'Ercole Ercoli jusqu'en 1926, époque où le régime fasciste l'expulse du pays. En exil à Moscou, il participe aux activités du Komintern, où il défend l’abandon de la ligne classe contre classe pour lutter contre le fascisme et le nazisme, et coordonne l'action clandestine du Parti communiste italien. En août 1936, il signe avec tout le comité central du PCI émigré en France, l’« Appel aux fascistes » (publié par Lo Stato Operaio, revue du PCI) pour souligner la non-application par le régime mussolinien du programme de San Sepolcro (programme fasciste de 1919) et dénoncer le rapprochement avec l’Allemagne nazie. Il présente devant l'Internationale communiste un rapport sur la lutte contre la préparation d’une « nouvelle guerre mondiale par les impérialistes ». Il y dénonce le fascisme comme étant « la force principale » qui fomentait la guerre et il soulignait la nécessité de lier la lutte contre la guerre à la lutte contre le fascisme. En 1937, il est envoyé par l'Internationale communiste en Espagne pour renforcer l'activité du Parti communiste espagnol, et en est l'un des dirigeants sous le pseudonyme d'Alfredo.
En 1944, Mussolini ayant été renversé, il peut rentrer en Italie où il reprend la direction du Parti et devient membre des gouvernements d'unité nationale qui se succèdent jusqu'à l'éviction des ministres communistes en 1947. Sous sa direction, le parti abandonne toute velléité révolutionnaire au profit de la recherche de l’unité nationale et du projet de réaliser une démocratie sociale, qui permettrait à la classe ouvrière de jouer un rôle politique et d’obtenir des avancées économiques et sociales significatives. De 1944 à 1945, il retrouve la charge de vice-président du Conseil. En 1946 il est ainsi ministre de la Justice : il marquera cette période par un décret d'amnistie d'une grande générosité envers les fascistes. Le 14 juillet 1948, à la sortie de la Chambre des députés, il est victime d'un attentat de la part d'un illuminé qui lui inflige de graves blessures à la tête. Rapidement, des manifestations spontanées se produisent et une grève générale est déclenchée. À Turin, les anciens résistants placent des mitrailleuses sur les toits et distribuent des armes aux ouvriers, qui occupent certaines usines. La grève se prolonge jusqu'au 16 juillet, où le gouvernement menace de faire intervenir l’armée. Les premières paroles de Togliatti à son réveil furent pour appeler au calme et demander qu'il n'y ait pas de violences.

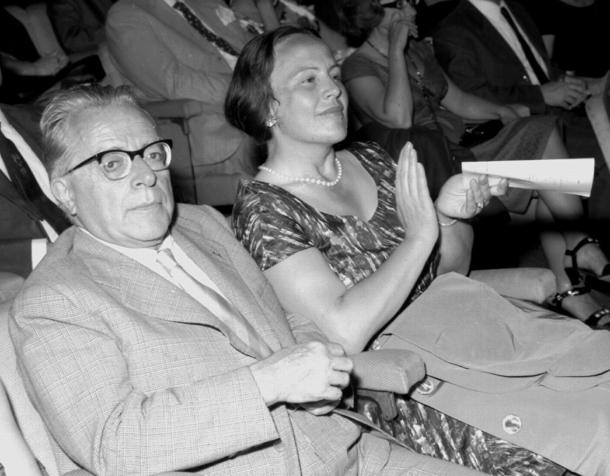
Togliatti et Nilde Iotti (avant 1964).

En 1956, il influence fortement le développement de la théorie du polycentrisme en opposition à la thèse défendue par la direction soviétique. Après la répression du soulèvement en Hongrie (insurrection de Budapest) par l'Union soviétique, il proclame un propre « chemin national vers le socialisme. »
Il se maintiendra à la tête du Parti jusqu'à sa mort le 21 août 1964 à Yalta, lors de vacances passées en Crimée. Un million de personnes participeront à ses obsèques à Rome. En Russie, Stavropol-sur-la-Volga, ville de 705 000 habitants et futur site des usines Lada, est rebaptisée Togliatti pour honorer sa mémoire.
Sa compagne Nilde Iotti (1920-1999) est présidente de la Chambre des députés de 1979 à 1992, première femme à avoir occupé ce poste en Italie. Leur relation fut rendue publique en 1948, après la tentative d'assassinat commise contre Togliatti, quelques jours après les élections générales italiennes. La nouvelle est fraîchement accueillie par l'opinion publique en Italie, de nombreux communistes compris, parce qu'à l'époque Togliatti était marié avec Rita Montagnana.
Il professait le matérialisme dialectique mais avait toujours dans sa poche des clous en fer contre le mauvais sort.